# Кончита Вурст
Томас Том Нојвирт, познат по псеудониму Кончита Вурст (у неким деловима Аустрије и Немачке изговор је Вуршт, рођ. 6. новембра 1988, Гмунден) аустријски је поп певач. Вурст представља Аустрију на Песми Евровизије 2014. у Копенхагену где са песмом Rise Like a Phoenix остварује победу и својој земљи доноси другу победу у историји овог такмичења.

## Биографија
Томас Нојвирт рођен је у градићу Гмундену у Горњој Аустрији 6. новембра 1988. године.
Широј аустријској јавности постаје познат након учешћа у талент шоу Старманија у којем је 2007. успео да се пласира у финале. Као драг особа Кончита Вурст појављује се током 2011. уз образложење да на тај начин жели да скрене пажњу на све оне који се налазе на маргинама друштва, а посебно на припаднике ЛГБТ+ популације у Аустрији и широм Европе.
Иако термин Wurst на немачком означава кобасицу, Томас је овај део имена изабрао из дела немачке фразе Das ist mir doch alles Wurst што у преводу означава „не занима ме“ уз образложење да није важно „ко смо и како изгледамо, већ какви смо људи“. Име Кончита је узео у знак подршке својој другарици са Кубе.
Као Кончита Вурст учествује у ријалити програму аустријске телевизије ORF по називом „Најтежи посао у Аустрији“ где ради у фабрици за прераду рибе, и у шоу програму Дивље девојке где са групом девојака покушава да преживи у пустињама Намибије живећи са локалним племенима. Заштитни знак Кончите Вурст је поред одличног гласа и брада.
Завршио је школу за модни дизајн у Грацу 2011, а тренутно живи у Бечу.
Одувек сам желео да певам, али ме је спречавало то што нисам желео да се показујем јавности. Логична последица тога је да сам дошао на идеју да креирам лик који ће да ме „замени“ на сцени. Брада је свакако провокација, начин да се привуче пажња. Са медицинске тачке гледишта, нема ништа женствено на мени, никакве промене на свом телу нисам урадио и нисам трансродан. Волим свој приватни живот у којем сам мушкарац. Било ми је веома тешко да откријем да сам геј, али хвала Богу имам најбољу породицу која ме одувек снажно подржавала у свему. Свакога дана, у зависности од планова, ја одређујем да ли ћу бити Том или Кончита. Волим свој посао, обе личности у мени су снажне и у потпуности уче једна од друге.

## Музичка каријера
Године 2006. Том је учествовао у трећем издању аустријског музичког шоу програма Старманија где је заузео друго место (иза Надин Бејлер, представнице Аустрије на Песми Евровизије 2011), а годину дана касније основао је бој бенд Jetzt Anders! који није остварио неки запаженији успех и распао се већ исте године.
Током 2011. Томас је изградио свој алтер его Кончиту Вурст, а прво велико појављивање у јавности Кончита има током аустријског националног избора за Песму Евровизије 2012. кад заузима друго место у супер финалу.
Аустријска државна телевизија је 10. септембра 2013. објавила да је интерно одабрала Кончиту за свог представника на Песми Евровизије 2014. године у Копенхагену. Оваква одлука аустријске телевизије изазвала је бројне контроверзе, а петицију против Кончите је преко друштвене мреже фејсбук за свега неколико дана потписало преко 30.000 људи. Сличне петиције убрзо су покренуте и у Белорусији и Русији.
Песма Rise Like a Phoenix објављена је током марта 2014. године и за кратко време постала је један од фаворита на кладионицама. Током извођења своје песме у другом полуфиналу Евровизије 8. маја, наступ је све време био праћен овацијама из публике која је певала заједно са Кончитом. Након убедљиве победе у полуфиналу, убедљиво тријумфује у финалу и са 290 бодова доноси Аустрији другу победу на Песми Евровизије (прву након тријумфа Уда Јиргенса 1966. године).

## Дискографија
синглови
| Година | Песма | Позиција на листама | Албум                             |
| Година | Песма | Топ 30              | Албум                             |
| ------ | ----- | ------------------- | --------------------------------- |
| 2011.  |       | 32                  | Објављени као синглови без албума |
| 2012.  |       | 12                  | Објављени као синглови без албума |
| 2014   |       | 1                   | Објављени као синглови без албума |
| 2014   | 4     |                     | Објављени као синглови без албума |

### Спотови
| Спот                 | Година | Режисер         |
| -------------------- | ------ | --------------- |
| Rise Like A Phoenix  | 2014   |                 |
| Heroes               | 2014   | Clemens Purner  |
| You Are Unstoppable  | 2015   | Tobias Pichler  |
| Trash All the Glam   | 2019   | Thomas Neuwirth |
| Hit Me               | 2019   | Thomas Neuwirth |
| See Me Now           | 2019   | Thomas Neuwirth |
| To the Beat          | 2019   | Thomas Neuwirth |
| Lovemachine          | 2020   | Rupert Höller   |
| Malebu               | 2021   | André Karsai    |
| BODYMORPHIA          | 2021   | André Karsai    |
| All I Wanna Do       | 2022   | André Karsai    |
| CAR (IDHLARGT)       | 2022   | André Karsai    |
| Paris (Savoir-Vivre) | 2022   | Manuel Prammer  |